# العلاقات المجرية الإيرانية
العلاقات المجرية الإيرانية هي العلاقات الثنائية التي تجمع بين المجر وإيران.

## مقارنة بين البلدين
هذه مقارنة عامة ومرجعية للدولتين:
| وجه المقارنة                                              | المجر                                                       | إيران                    |
| --------------------------------------------------------- | ----------------------------------------------------------- | ------------------------ |
| المساحة (كم2)                                             | 93.04 ألف                                                   | 1.65 مليون               |
| عدد السكان (نسمة)                                         | 9.78 مليون                                                  | 79.97 مليون              |
| الكثافة السكانية (ن./كم²)                                 | 105.12                                                      | 48.47                    |
| العاصمة                                                   | بودابست                                                     | طهران                    |
| اللغة الرسمية                                             | لغة مجرية                                                   | لغة فارسية               |
| العملة                                                    | فورنت مجري                                                  | ريال إيراني              |
| الناتج المحلي الإجمالي (بليون دولار)                      | 139.14 مليار                                                | 439.51 مليار             |
| الناتج المحلي الإجمالي (تعادل القوة الشرائية) بليون دولار | 260.42 مليار                                                | 1.36 تريليون             |
| الناتج المحلي الإجمالي الاسمي للفرد دولار أمريكي          | 12.36 ألف                                                   |                          |
| الناتج المحلي الإجمالي للفرد دولار أمريكي                 | 25.07 ألف                                                   |                          |
| مؤشر التنمية البشرية                                      | 0.828                                                       | 0.766                    |
| رمز المكالمات الدولي                                      | +36                                                         | +98                      |
| رمز الإنترنت                                              | .hu                                                         | .ir،                     |
| المنطقة الزمنية                                           | ت ع م+01:00، ت ع م+02:00، أوروبا/بودابست ‏، توقيت وسط أوروبا | ت ع م+03:30، توقيت إيران |

## مدن متوأمة
في ما يلي قائمة باتفاقيات التوأمة بين مدن مجرية وإيرانية:
- ترتبط بودابست مع طهران باتفاقية توأمة منذ 3 أغسطس 2012.[14][14][14][14]
- ترتبط Tiszavasvári [الإنجليزية]‏ مع أردبيل باتفاقية توأمة.
- ترتبط Jászberény [الإنجليزية]‏ مع يزد باتفاقية توأمة.

## منظمات دولية مشتركة
يشترك البلدان في عضوية مجموعة من المنظمات الدولية، منها:
| علم المنظمة | اسم المنظمة                        | تاريخ انضمام المجر | تاريخ انضمام إيران |
| ----------- | ---------------------------------- | ------------------ | ------------------ |
|             | مؤسسة التنمية الدولية              | 29 أبريل 1985      | 10 أكتوبر 1960     |
|             | يونسكو                             | 14 سبتمبر 1948     | 6 سبتمبر 1948      |
|             | وكالة ضمان الاستثمار متعدد الأطراف | 21 أبريل 1988      | 15 ديسمبر 2003     |
|             | الأمم المتحدة                      | 14 ديسمبر 1955     | 24 أكتوبر 1945     |
|             | الفريق المعني برصد الأرض           | ?                  | ?                  |
|             | الاتحاد البريدي العالمي            | ?                  | ?                  |
|             | البنك الدولي للإنشاء والتعمير      | 7 يوليو 1982       | 29 ديسمبر 1945     |
|             | منظمة حظر الأسلحة الكيميائية       | ?                  | ?                  |
|             | مؤسسة التمويل الدولية              | 29 أبريل 1985      | 28 ديسمبر 1956     |
|             | منظمة الشرطة الجنائية الدولية      | ?                  | ?                  |

## وصلات خارجية
- موقع وزارة الخارجية المجرية
- موقع وزارة الخارجية الإيرانية